# Стари Египат
Стари Египат, још и древни Египат и антички Египат, био је цивилизација древне северне Африке, концентрисана дуж доњег тока реке Нил на простору на коме се данас налази Арапска Република Египат. Староегипатска цивилизација уследила је након преисторијског Египта и сјединила се око 3100. године п. н. е. (према конвенцијалној египатској хронологији) са политичким уједињењем Горњег и Доњег Египта под Менесом (често идентификован као Нармер). Историја старог Египта настала је као низ стабилних краљевстава, раздвојених периодима релативне нестабилности познатих као прелазни периоди: Старо краљевство током раног бронзаног доба, Средње краљевство током средњег бронзаног доба и Ново краљевство током касног бронзаног доба.
Египат је врхунац своје моћи достигао током Новог краљевства, када је владао већим делом Нубије и значајним делом Блиског истока, након чега је уследио период постепеног слабљења. Током своје историје Египат је био нападан или освојен од стране бројних страних сила, међу којима су Хикси, Либијци, Нубијци, Асирци, Ахемениди и Македонци под командом Александра Великог. Хеленистичко Птолемејско краљевство, настало након Александрове смрти, владало је Египтом до 30. године п. н. е., када га је, за време Клеопатре, освојило Римско царство и постало је римска провинција.
Успех староегипатске цивилизације настао је делом због њене способности да пољопривреду прилагоди условима речне долине Нила. Предвидљиве поплаве и контролисано наводњавање плодне долине произвеле су вишак усева, потребан за густо становништво, као и друштвени развој културу. Уз резерве ресурса, управа је спонзорисала експлоатацију минералних сировина у долини и околним пустињским регионима, рани развој независних система писања, организацију колективних грађевинских и пољопривредних пројеката, трговину са околним регијама и војску која је за циљ имала потврдити египатску доминацију. Мотивисање и организација ових делатности вршила је бирократија сачињена од елитних писара, верских вођа и управитеља под контролом фараона, који је осигуравао сарадњу и јединство египатског народа у смислу разрађеног систем религијских веровања.
Међу многим достигнућима старог Египта налазе се технике експлоатације, геодетске и грађевинске технике које су осигурале градњу монументалних пирамида, храмова и обелиска; систем математике, практичан и ефикасан систем медицине, систем наводњава и технике пољопривредне производње, први познати дашчани чамци, египатску технологију фајанса и стакла, нови облици књижевности и најранији познати мировни споразум, склопљен са Хетитима. Стари Египат је остави трајно наслеђе. Уметност и архитектура старог Египта су често копиране, а староегипатски антиквитети су однесени у далеке крајеве света. Монументалне рушевине старог Египта су вековима инспирисале машту путника и писаца. Новостечена пажња према антиквитетима и ископавања у раном савременом добу која су предводили Европљани и Египћани, довела су до научног истраживања египатске цивилизације и већег уважавања њене културне баштине.

## Географија
Цивилизација старог Египта се развила у долини реке Нила, која се налази у североисточној Африци. Геоморфолошки гледано, Египат припада медитеранском басену и природно је повезан са блиским истоком. Ово је узроковало његов развој у оквиру старих цивилизација блиског истока, док је био изолован од подсахарске Африке.
Географски се подручје на коме се развијала староегипатска цивилизација може поделити на долину Нила, која је алувијална равница, и околне пустињске пределе. Долина Нила се дели на следеће области, од ушћа ка изворима:
- делта Нила
- Доњи Египат
- Горњи Египат
- Доња Нубија
- Горња Нубија

Околне пустиње у којима је староегипатске цивилизација оставила трагове, су:
- Либијска пустиња
- Источна пустиња
- Нубијска пустиња
- Синајско полуострво

Долина Нила је богата алувијалним наносима, па је изузетно погодна за земљорадњу, али је истовремено сиромашна рудним богатствима. Зато су стари Египћани из околних предела експлоатисали сировине попут разних врста камена за градњу, злато, сребро, тиркиз и бронзу.

### Клима
Египат се налази у суптропској области са јако мало падавина (Либијска пустиња је једно од најсувљих места на свету). У праисторијском периоду, клима је варирала између умерено влажне до изузетно суве, каква је и данас. Постојале су и насељене оазе у околним пустињама. Земљорадња, од које је живело становништво старог Египта, примарно је зависила од годишњих поплава Нила. Ове поплаве су почињале у јулу и трајале обично око 100 дана. Давале су потребну количину влаге за узгајање биљних култура и то у врло погодном тренутку и омогућавале стварање великих вишкова у производњи. Овога су били свесни и сами Египћани од најранијих времена, а старогрчки историчар Херодот назвао је Египат „даром Нила“.

## Историја
Трагови људског присуства присутни су у Египту још од доба старијег палеолита. Прва употреба писма, која означава почетак историјског периода датирана је у доба пре уједињења Египта, у доба културе Накада 'II'. Прво познато сређивање писма и писани извори потичу из доба тзв. Нулте династије, у време уједињења египатске државе. Историја старог Египта се протеже од 31. века п. н. е. до 30. п. н. е. када је дефинитивно престала да буде самостални државни ентитет. Аутохтона египатска култура одржала се много дуже и нестала је тек после арапских освајања у 7. веку н. е.

### Хронологија и историјски извори
Хронологија старог Египта дуго је била предмет спорења међу научницима, понајвише зато што су стари Египћани рачунали године у односу на ступање на престо владара. Иако су пронађени детаљни спискови фараона, услед разних недоумица овај проблем је дефинитивно разрешен тек употребом савремених метода попут методе угљеника C-14 као и компаративном археологијом.
Писани извори су првенствено натписи на гробницама које су пронађене широм Египта, као и папируси са разним натписима. Док натписи на гробницама дају првенствено слику о догађајима од државног значаја и из живота владара, папируси често откривају прилике из свакодневног живота, као и привредне односе у старом Египту.
Од материјалних историјских извора, најважнији и најбројнији су гробнице и гробни прилози фараона, свештеника и чиновника различитог ранга. Ту спадају и храмови, палате, али и насеља и војна утврђења. Ово је последица великог значаја који је у старом Египту имала религија, а посебно култ мртвих.
Старогрчки историчар Херодот у свом делу Историја дао је веома значајни приказ Египта, његове историје и прилика које су владале у његовом добу.

### Праисторија
Готово истовремено с појавом палеолитског човека у Европи, налазимо трагове људи и у поречју Нила на египатској висоравни. Савладавањем технике обраде камена у микролите (малене прецизне камене алатке) означен је прелаз из палеолита у Мезолит или средње камено доба. Најстарији налази неолитског човека Египта пронађени су у Фајуму и датирају из 4400. п. н. е. до 4200. п. н. е. То су налази каменог ручног клина и керамичке посуде у фрагментима. Тек у Неолиту настаје Египат који познајемо јер се људи стално насељавају у долини Нила и постају пастири и земљорадници. Почетком 6. миленијума и годишња мена Нила се устаљује. Прва енеолитска (металнодобна) култура старог Египта је Бадарска култура коју датирамо под крај петог миленијума п. н. е. Млађа од те културе назива се Амратијанска култура према налазишту у ел Амреху. После ње следи Герзеанска култура имена по налазишту у близини места Герзеха који се налази у оази. Последња фаза те културе, која је уједно и последња преддинастичка култура, прелази у историјско раздобље.

### Ранодинастички период и стварање државе
У доба културе Накада III долази до стварања јединствене египатске државе уједињењем најпре више политичких центара у Горњем Египту, а затим и Горњег и Доњег Египта. Манетон, египатски историчар из 3. века п. н. е. је груписао све фараоне од Менеса до свога времена у 30 династија, а та подела се и данас користи. Манетон је одлучио да почне своју историју са краљем по имену Мени (Менес на грчком), за кога се онда веровало да је ујединио краљевства Доњи и Горњи Египат (око 3100. п. н. е.). Прелаз ка уједињеној држави је заправо био више постепен него што су древноегипатски писци забележили, а о Менесу не постоје оновремени записи. Неки историчари данас верују да је митски Менес заправо био краљ Нармер, који је приказан да носи краљевска обележја на Нармеровој палети која је представљала чин уједињења.
Фараони из прве династије су учврстили своју контролу над Доњим Египтом преместивши престоницу у Мемфис, одакле су могли да контролишу сељаке и пољопривреду у плодној делти Нила, као и трговачке путеве према Леванту. Град Абидос уз друге градове на југу је остао културно средиште државе. Увећана власт и богатство фараона из ранодинастичког периода се огледају у њиховим мастаба гробницама и сакралним грађевинама посвећене загробном животу у Абидосу, које су коришћене да славе деификоване фараоне након њихових смрти. Затим у доба прве династије долази до стварања централизоване државне управе, а јача и египатски утицај на околне културе Нубије и Палестине. Јака институција централизоване државе који су развили фараони је коришћена на легитимизује државну контролу над земљом, радном снагом и ресурсима који су били од кључне важности за опстанак и развој античке египатске цивилизације.
Из овог периода потиче и најстарији налаз египатског писма. У то време појавио се календар као систем мерења времена, кочије са коњима као превозно средство, а бог Сунца - Ра био је врховни бог у египатској религији.

### Старо краљевство
Почетак Старог краљевства није одређен неком политичком прекретницом, већ се наставља на традицију ранодинастичког Египта. Овај термин настао је у хронологији 19. века и за почетак је узет почетак 3. династије. Карактеришу га велика централизација државе, значајно унапређење у државној управи, администрацији и пореском систему и велики градитељски подухвати од којих су највећи пирамиде, гробнице владара 4. династије. Завршава се распадом Египта на крају 8. династије око 2160. године. п. н. е.
Огроман напредак у архитектури, уметности и технологији је начињен током периода Старог краљевства, подстакнут повећаном пољопривредном продуктивношћу, за шта заслуге иду добро развијеној централизованој администрацији. Под руководством везира, државни службеници су прикупљали порезе, координисали пројекте наводњавања ради побољшања приноса усева, прикупљали сељаке да раде на изградњи пројеката и основали правосудног система за одржавање реда и мира.
Због све веће важности централизоване администрације настала је нова класа образованих писара и функционера који су добијали имања од фараона као плату за своје услуге. Фараони су такође даровали земљиште храмовима како би ове институције имале средстава да обожавају фараоне после њихових смрти. На крају Старог краљевства, пет векова тих феудалних пракси су полако умањиле економску моћ фараона, који више нису могли да приуште одржавање велики централизоване администрације. Како је моћ фараона била смањена, регионални гувернери звани номарси су почели да оспоравају ауторитет фараона. То је, заједно са тешким сушама између 2200. и 2150. п. н. е., на крају изазвало улазак државе у 140 година дуг период глади и сукоба познат као први прелазни период.

### Први прелазни период
После колапса централне власти крајем Старог краљевства, администрација није више могла да одржава или стабилизује економију земље. Регионални гувернери нису више могли да се ослони на краља да им помогне у кризним временима, а потоње несташице хране и политички спорови ескалирали су у глади и мале грађанске ратове. Ипак, упркос тешким проблемима, локални лидери, пошто нису зависили од фараона, су користили своју независност да успоставе успешна културе у својим провинцијама. Како су стекли контролу на сопственим средствима, покрајине су постала економски богатије, што показују све веће и боље сахране у свим друштвеним слојевима. У налетима креативности, покрајинске занатлије су усвојиле и прилагодиле културне мотиве раније ограничени само за краљевску породицу Старог краљевства, а писари су створили књижевне стилове који су изражавало оптимизам и оригиналност овог периода.
Независни од фараонове контроле, локални владари почели да се надмећу једни са другима за контролу над територијама и политичку моћ. Од 2160. п. н. е. владари у Хераклеопољу су контролисали Доњи Египат, док је ривалски клан са седиштем у Теби, преузео контролу над Горњим Египтом. Како је моћ тебанске династије расла и проширила своју контролу на север, сукоб између две ривалске династије постао је неизбежан. Око 2055. п. н. е. тебанске снаге под Ментухотепом II су поразиле хераклеопољске владаре, поново ујединиле две државе и покренули период економског и културног препорода познат као Средње краљевство.

### Средње краљевство
Фараони Средњег краљевства су вратили држави стабилност и просепритет, стимулишу тако поновну појаву уметности, књижевности и градње грандиозних објеката. Ментухотеп II и његова 11. династија су владали из Тебе, али је везир Аменемхет I, након што је преузео краљевску власт на почетку 12. династије око 1985. п. н. е. је преместио престоницу у град Ити-тауи смештен у оази Фајум. Из Ити-тауија фараони дванаесте династије су покретали велики пројекте исушивања и наводњавања да би повећали пољопривредну производњу. Фараони 12. династије су ишли у пљачкашке походе у Либију и проширили границе Египта до другог катаракта. Поново освојена територија у Нубији је била богата каменоломима и рудом злата, а радници су подигли велики одбрамбену структуру у источној делти, названу Зидина владара, да се одбране од страних напада.
Пошто је осигурала војну и политичку безбедност и велико пољопривредно и рудно богатство, становништво, уметност и религија су напредовале. Насупрот елитистичким ставовима прама боговима из периода Старог краљевства, Средње краљевство је доживело пораст изражавања личне побожности и „демократизације“ загробног живота, при чему су сви људи поседовали душу и могли су бити примљени у друштво богова после смрти. Књижевност Средњег краљевства се одликовала софистицираним темама и ликовима и била је написана сигурним, елоквентним стилом, а рељеф (уметност)рељефи и портрети из овог периода приказују суптилне, индивидуалне детаље који су достигли нови степен техничке савршености.
Последњи велики владар Средњег краљевства Аменемхет III је дозволио азијатским народима да се населе у области делте како би осигурао довољно радне снаге за своје грађевинске и рударске подухвате. Међутим, ови амбициозни пројекти, заједно са недовољним поплавама Нила у каснијим периодима његове владавине, су пореметили привреду и започели спори процес пропадања током владавине 13. и 14. династије што је водило ка Другом прелазном периоду. За време 13. династије поново је почело расуло египатске државе. Робови су дизали устанке и убијали богаташе. Током овог периода азијатски досељеници су почели да преузимају контролу над облашћу делте, и на крају завладали Египтом у виду Хикса.

### Други прелазни период и Хикси
Како је моћ краљева Средњег краљевства слабила, азијатски досељеници који су живели у источном делу делте Нила у граду Аварису су преузели контролу над облашћу и приморали централну власт да се повуче у Тебу. Египатски краљеви су третирани као вазали и приморани да плаћају данак. Хикси („страни владари“) су опонашали египатски модел власти и представљали себе као њихове краљеве, интегришући тако египатске елементе у своју културу средњег бронзаног доба.
Након повлачења у Тебу, тебански краљеви су се нашли опкољени Хиксима на северу и Кушитима, њиховим нубијским савезницима на југу. После година неактивности и слабости, тебански краљеци су скупили довољно снаге да изазову Хиксе у рат који је трајао више од 30 година, све до 1555. п. н. е. Краљеви Тао II Храбри и Камосе су били у стању да победе Нубијце, али тек је Камосеов наследник Ахмосе I успешно водио низ ратова који су трајно уништили постојање Хикса у Египту.

### Ново краљевство
Фараони Новог краљевства су покренули период дотад невиђеног напретка осигуравши границе своје државе и ојачавши дипломатске везе са својим суседима. Војне кампање вођене за време Тутмоса I и нарочито његовог унука Тутмоса III су проширили утицај египатских краљева. Када је Тутмос III преминуо, Египат се простирао од Није у северној Сирији до четврте катаракте у Нубији, чврсто осигуравши верност вазала и осигуравши приступ важној увозној роби као што су бронза и дрво. Ново краљевство је започело велики грађевински подухват да се промовише бог Амон, чији је све утицајнији култ имао седиште у Карнаку. Владари из овог периода су такође подизали споменике да величају своје успехе, било да су стварни или измишљени. Женски фараон Хатшепсут је користила такву пропаганду да осигура своје право на престо. Њену успешну владавину су обележиле трговачке експедиције у земљу Пунт, елегантни, погребни храм у Деир ел-Бахрију, колосални пар обелиска и мали храм у Карнуку. Упркос њеним успесима, нен нећак-пасторак Тутмос III је пре крај своје владавине тежио да обрише трагове њених достигнућа, вероватно у знак освете што му је преотела престо на почетку њене владавине.
Око 1350. п. н. е. стабилност Новог краљевства је била угрожена када је на престо ступио Аменхотеп IV и увео низ радикалних и хаотичних реформи. Након што је променио своје име у Ехнатон, уздигао је претходно мало познато бога сунца Атена као врховно божанство (атенизам се сматра првом монотеистичком религијом), забрањивао обожавање других божанстава и нападао моћ свештеничког сталежа. Након што је преместио престоницу у нови град Ахетатон (данашња Амарна), Ехнатон није обраћао пажњу на спољну политику и затворио све у своју нову религију и уметнички стил. Након његове смрти, обожавање Атена је брзо напуштено, а следећи фараони Тутанкамон, Ај и Хоремхеб су обрисали сва помињања Еxнатонове јереси, познате данас под именом амарнски период.
Око 1279. п. н. е. на престо је ступио Рамзес II, који је подизао још више храмова, статуа и обелиска. Као даровити војсковођа, Рамзес II је водио своју војску против Хетита у бици код Кадеша и након неодлученог исхода, склопио је први забележени мировни споразум око 1258. п. н. е. Египатско богатство је престављало велики разлог за инвазије, посебно Либијаца и Народа са мора. У почетку, Египат је успевао да одбије ове инвазије, али је на крају изгубио Сирију и Палестину. Утицај спољашњих претњи је појачан унутрашњим проблемима као што је корупција, пљачкање гробница и немирима поданика. Високи свештеници Амоновог храма у Теби су акумулисали велике количине земљишта и блага, а њихов нарастајући утицај је поделио земљу током Трећег прелазног периода.

### Трећи прелазни период
Након смрти Рамзеса XI 1078. п. н. е., власт над северним делом Египта преузео је Смендес, који је владао из града Таниса. Југом су де факто управљали Високи свештеници Амоновог храма из Тебе, који су само де јуре признавали Смендеса. Током овог периода Либијци су се населили у западној дели, а старешине ових племена су почеле да увећавају своју аутономију. Либијски принчеви су преузели власт над делтом 945. п. н. е. за време Шошенк I, основавши такозвану либијску или бубаститску династију која је влада око 200 година. Либијска власт је почела да слаби са појавом ривалске династије из Леонтополиса, а нубијско краљевство Куш је угрожавало државу са југа.
Ослањајући се на хиљадугодишње контакте са Египтом (трговину, културни утицај, освајање, асимилацију и рат), кушитски краљ Пи је напустио свој дом у Напати и напао Египат око 727. п. н. е. Пи је лако преузео контролу над Тебом, а потом и делтом и забележио овај период на својој победничкој стели. Пи је поставио позорницу за касније фараоне из 25. династије, као што је Тахарка, да поново уједине „две земље“ (Северни и Јужни Египат). Поново уједињено краљевство из долине Нила је било поново велико као у доба Новог краљевства. 25. династију је пратила ренесанса древног Египта. Религији, уметности и архитектури је враћен сјај из периода Старог, Средњег и Новог краљевства. Фараони попут Тахарке су саградили или обновили храмове и споменике дуж долине Нила, укључујући оне у Мемфису, Карнаку, Кави, Џебел Баркалу, итд Током периода владавине 25. династије први пут су изграђиване пирамиде још од времена Средњег краљевства.
Египатски далекосежни престиж је знатно опао крајем трећег прелазног. Његове спољни савезници су пали под сферу утицаја Новоасирског краљевства, а до 700-их п. н. е. рат између две државе је постао неизбежан. Између 671. и 667. п. н. е. Асирци су почели нападе на Египат. Владавине кушитских фараона Тахарке и његовог наследника Танутамуна су обележене константним ратовима са Асирцима, против којих су нубијски фараони остварили неколико победа. Међутим, Асирци су успели да потисну Кушите назад у Нубију, заузму Мемфис и опљачкају храмове у Теби.

### Касни период
Без планова за трајно освајање, Асирци су препустили власт над Египтом низу вазала, који су постали познати под именом саитски краљеви 26. династије. До 653. п. н. е. саитски краљ Псамтик I је успео да истера Асирце уз помоћ грчких плаћеника, који су унајмљени да створе прву египатску морнарицу. Грчку утицај се знатно проширио како је град Наукратис у делти Нила постао грчка колонија. Саитски краљеви који су владали из Саиса су покренули јак али краткотрајан успон економије и културе, али је 525. п. н. е. моћно Персијско краљевство цара Камбиса II је започело освајање Египта и на крају заробило фараона Псамтика III у бици код Пелусијума. Камбиз II је тада узео званичну титулу фараона, али је владао Египтом из Сузе, препустивши Египат управи сатрапа. Неколико успешних устанака против Персијанаца је обележило 4. век п. н. е., али Египат није за стално успео да збаци Персијанце.
Египат је након персијског освајања, уједињен са Кипром и Феникијом у шесту сатрапију Ахеменидског краљевства. Први период персијске власти над Египтом, познат и као 27. династија се окончао 402. п. н. е. Тридесета династија је владала као последња домаћа египатска династија, а окончала се владавином Нектанеба II. Кратка поновна успостава персијске влати, понекад позната под именом 31. династија, је почела 343. п. н. е., али је 332. п. н. е. персијски сатрап Мазакес предао Египат Александру Великом без борбе.

### Птолемејска династија
Управа коју су увели Александрови наследници, Птолемејиди, је била заснована на египатском моделу, са седиштем у новој престоници Александрији. Град је показивао моћ и престиж грчке власти и био је центар образовања и културе, са центром у Александријској библиотеци. Фароски светионик је осветљавао пут многим бродовима који су трговали са градом - пошто су Птолемејиди поставили као највећи приоритет трговину и делатности које су доносили профит, као што је производња папируса.
Грчка култура није заменила домаћу културу, пошто су Птолемејиди подржавали многе старе традиције како би осигурали верност свог становништва. Они су подизали нове храмове у египатском стилу, подржавали традиционалне култове и представљали себе као фараоне. Неке традиције су спојене, пошто су грчки и египатски богови синкретизовани у композитна божанства, као што је Серапис, а класични грчки стил вајарства је утицао на традиционалне египатске мотиве.
Упркос својим настојањима да се свиде Египћанима, постепено економско слабљење, стални ратови са Селеукидским краљевством, породична ривалства, побуне Египћана, моћна александријска руља настала након смрти Птолемеја IV су узроковали слабљење владарске куће и одређену дезорганизацију у управи краљевства. Поред тога, Рим је много зависио од увоза жита из Египта, па су Римљани показивали велики интерес за политичку ситуацију у Египту. Даљи египатски устанци, амбициозни политичари и моћни сиријски противници су додатно погоршали ситуацију, што је натерало Рим да пошаље своју војску да осигура Египат. Ове тенденције је привремено зауставила Клеопатра VII. Она је после Цезаровог убиства без успеха учествовала у унутрашњим борбама у римској држави, а владала је заједно са својим сином Цезарионом и љубавником Марком Антонијем. После Антонијевеог и Клеопатриног самоубиства након пораза у грађанском рату против Октавијана, Октавијан Август је припојио Египат и претворио га у провинцију Римског царства.

## Језик
Египатски језик је северно-афроазијатски језик близак берберским и семитским језицима. Овај језик има другу најдужу историју после сумерског језика, пошто је био записиван од 3200. п. н. е. до средњег века и остао је говорени језик још неко време. Фазе египатског језика су староегипатски, средњоегипатски (класични), касноегипатски, демотски и коптски језик. Египатски текстови не показују дијалектске разлике пре коптског језика, али је вероватно говорен у виду регионалних дијалеката око Мемфиса и касније Тебе.
Египатски језик је био синтетички језик, али је касније постао више аналитички. Касније су Египћани развили префиксни одређени и неодређени члан, који је заменио старије инфлективне суфиксе. Такође се променио редослед речи од старије облика предикат-субјекат-објекат у новији субјекат-предикат-објекат. Египатски хијерофлифи, хијератско и демотско писмо је на крају заменило више фонетско коптско писмо. Коптски језик се још увек користи у верским обредима Коптска оријентално-православна црква, а његови трагови се могу пронаћи и у египатском арапском језику.

### Египатско писмо
Египћани нису сликали стварне представе из живота, већ су њихове слике биле врста дијаграма за које се веровало да имају магичну моћ. Како би сачували магичну моћ своје уметности, уметници су прецизно копирали ликовни стил својих предака, па су тако сви уметници древног Египта сликали на исти начин стварајући веома сличне сликовне приказе. Ови прикази у гробницама уско су везани за египатско сликовно писмо или хијероглифе за које се верује да су настали још пре око 5.000 година. Египћани су магичне моћи приписивали и хијероглифима и углавном су их користили у храмовима и гробницама. Хијероглифски симболи, односно сликовно писмо, заправо представљају целе речи повезане посебним знацима којима су уметници обично описивали живот и веровања преминулог који је сахрањен у тој гробници.

## Култура

### Пирамиде
Најимпресивније грађевине Египта свакако су пирамиде које су грађене као гробнице фараона. До сада је пронађено укупно 46 пирамида, а претпоставља се да има и још неоткривених под непрегледним песком пустиња. У 27. веку пре нове ере изграђена је прва пирамида и од тада су оне постале основни начин сахрањивања владара. Један од разлога што су пирамиде толико фасцинантне је тај што су то биле прве грађевине икада саграђене само слагањем прецизно исечених огромних камених блокова једних на друге. У развоју грађевинарства Египат је тако био неприкосновено краљевство више од 2.000 година. Египћани су веровали да је преминулом и даље потребно његово тело и разне ствари које су сахрањиване уз тело како би преживео у загробном животу. Они су знали да се у сувим пустињама ствари веома добро чувају и бирали су посебна места за сахрањивање која су и данас изузетно добро очувана. Уважени становници Египта тог доба били су довољно богати да изграде велелепне гробнице и богато их опреме златом, драгим камењем, записима на папирусу, сликовним приказима и статуама. Једна од најпознатијих пирамида је Велика пирамида фараона Куфуа - саграђена је од 2 милиона и 300 хиљада камених блокова, а сваки блок тежи око 2,5 тоне.